# Bainbridge (Georgie)
Bainbridge je město v okrese Decatur County, v Georgii, ve Spojených státech amerických. Žije zde přibližně 14 tisíc obyvatel.

## Demografie
Podle sčítání lidí v roce 2000 žilo ve městě 11722 obyvatel, 4444 domácností a 3013 rodin. V roce 2011 žilo ve městě 5956 mužů (47,0 %) a 6726 žen (53,0 %). Průměrný věk obyvatele je 35 let.